# 九八式八糎高角砲
|                  |                                     |
| 九八式八糎高角砲 |                                     |
| 使用勢力         | 大日本帝国海軍                      |
| 採用年           | 1942年                              |
| 口径             | 76.2mm                              |
| 砲身長           | (60口径) （65口径とする資料もある） |
| 初速             | 900m/秒                             |
| 最大射程         | 13,600m                             |
| 最大射高         | 9,100m                              |
| 発射速度         | 26発/分                             |
| 俯仰角           | -10度から+90度                      |
| 俯仰速度         | 16度/秒                             |
| 旋回角           |                                     |
| 旋回速度         | 18度/秒                             |
| 動力             | 電動油圧                            |
| 重量             | 11トン                              |
| 要員             |                                     |
| 使用弾           |                                     |
| 弾薬包全長       |                                     |
| 弾薬包重量       | 11.9kg                              |
| 弾丸重量         | 5.99kg                              |
| 炸薬重量         |                                     |
| 装薬重量         | 1.96kg                              |
| 信管             |                                     |
| 製造数           | 28門                                |
| 備考             |                                     |

九八式八糎高角砲（きゅうはちしき8せんちこうかくほう）は、日本海軍の開発した高角砲。通称長8センチ高角砲。1942年5月13日付で兵器として採用された。

## 概要
長10cm高角砲に次いで開発された高角砲。長10cm砲と同じ長砲身砲で、更なる小型軽量を求めて開発されたが
- 口径8cmでは威力が小さすぎる。
- 機構の複雑さは長10cm砲と変わらない。
- 砲の命数が600発と少ない(12.7センチ高角砲は1000発、長10cm高角砲は350発)。

などから失敗作との評価がある。事実、搭載艦艇はわずかに阿賀野型軽巡洋艦4隻に過ぎなかった。
ちなみに砲身重量は1,317kg、閉鎖機は水平鎖栓式だった。

## 形式

### 連装砲架
形式不明阿賀野型搭載。波よけ盾付き

## 搭載艦船
- 軽巡洋艦：阿賀野型
- 航空母艦：伊吹（搭載予定、未成）